# Cá chình mỏ dẽ đuôi cộc
Cyema atrum là một loài cá nước sâu trong họ Cyematidae. Nó là thành viên duy nhất trong chi của nó, với chiều dài tối đa 15 cm. Nó được tìm thấy trên toàn cầu ở độ sâu 330 mét đến 5.100 mét.